# Mortadela

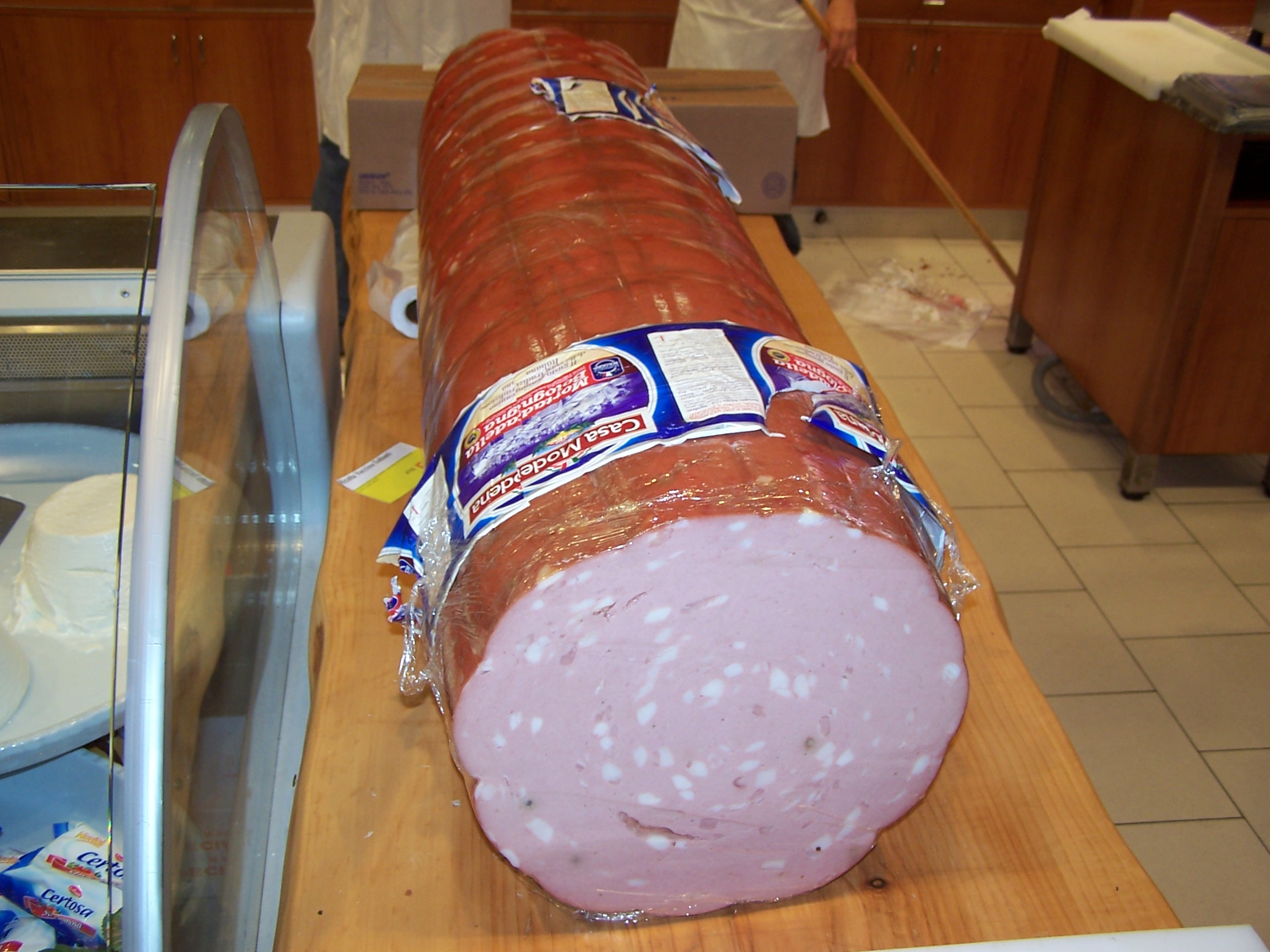
Mortadela

Mortadela (wł. mortadella) – rodzaj włoskiej nietrwałej, wędzonej i parzonej kiełbasy o dużej średnicy, ze zmielonego mięsa mieszanego. Jest wyrobem typowym dla regionu Lombardii i Emilii-Romanii, zwłaszcza dla Bolonii.
Wytwarzana z bardzo drobno zmielonej (przy zastosowaniu tzw. sitka pasztetowego) wieprzowiny i cielęciny z kawałeczkami słoniny (20 %) i z dodatkiem przypraw, m.in. nasionami gorczycy, formowana jest w odcinki o dużej średnicy (10–12 cm).  
Nierzadko też doprawiana bywa ziarnami pieprzu lub orzeszkami pistacjowymi, często zawiera inne dodatki. Zalicza się do wędlin gotowanych, o drobno zmielonym mięsie, produkowana jest w formie cylindrycznej lub owalnej, cechuje ją różowa barwa z białymi piętnami dodawanych kawałków tłuszczu. W smaku wyczuwalny jest dodatek przypraw, nigdy jednak nie jest pikantna.
Mortadela jest prawdopodobnie pierwszą kiełbasą powstałą we Włoszech (w XIV wieku). Często nazywana jest bolonia, ponieważ jej pochodzenie łączone jest z Bolonią (Emilia Romania) w północnych Włoszech. Nazwa mortadeli ma się wywodzić z łacińskiego „farcimen myrtatum”, oznaczającego kiedyś kiełbasę o drobno zmielonym mięsie z dodatkiem mirtu, albo od „mortarium”, czyli moździerza, w którym rozdrabniano mięso. Tradycyjna kiełbasa pochodzi z Bolonii, ale wytwarza się ją też w Toskanii, w Lombardii lub w Wenecji.
Mortadela zasadniczo uzyskiwana jest na bazie mielonego mięsa wieprzowego lub wołowego (cielęcego) z dodatkiem tłuszczu, a technika jej produkcji polega na wykorzystaniu mielarki, znacznie delikatniejszej od zwykłej rozdrabniarki. Tradycyjny typ boloński wytwarza się z czystego mięsa wieprzowego. Wyselekcjonowane jednolite mięso jest drobno mielone, a następnie mieszane według ściśle określonych proporcji. W kolejnej fazie oddziela się tłuszcz od skóry, kroi w drobną kostkę i przemywa ciepłą wodą. Zwykle wykorzystywany jest tłuszcz pochodzący z podgardla (lepszy, bo widoczniejszy). Dodaje się go do uprzednio zmielonego mięsa wraz z przyprawami (gorczyca, mirt, pieprz) oraz aromatami. Całość miesza się i wprowadza do naturalnych osłonek. Niektóre receptury ponadto dodają czosnek, wino lub pistacje. Gotowanie kiełbasy jest procesem ważnym i delikatnym, odbywającym się w piecach parowych bądź w wysokiej temperaturze z niebezpośrednim źródłem ciepła.
Mortadela jest łatwa w konsumpcji (zarówno odmiana gruba, jak i cieńsze), najlepiej z pełnoziarnistym chlebem.